# Indosasa longispicata
Indosasa longispicata är en gräsart som beskrevs av W.Y.Hsiung och Chi Son Chao. Indosasa longispicata ingår i släktet Indosasa och familjen gräs. Inga underarter finns listade i Catalogue of Life.